# 日光駅
日光駅（にっこうえき）は、栃木県日光市相生町にある、東日本旅客鉄道（JR東日本）日光線の駅。同線の終点である。

## 歴史
現在の東北本線等を建設した私鉄であった日本鉄道が、その支線の終着駅として1890年（明治23年）8月1日に開設した。開業式は当駅において、小松宮彰仁親王の臨席を仰いで挙行された。当時から日光東照宮や中禅寺湖等景観の美しい日光は日本有数の観光地で、皇族や外国人観光客なども多く訪れる駅であった。
1906年（明治39年）11月1日に日本鉄道が国有化されて国有鉄道の駅となり、1909年（明治42年）10月12日に線路名称が制定されて当駅の所属する路線は日光線と名付けられた。初代の駅は質素な平屋建てであった。
1912年（大正元年）8月25日に、現在の2代目駅舎が落成した（起工は同年4月9日）。ネオ・ルネサンス様式のハーフティンバー様式木造洋風建築2階建てで、長らく設計者は不明であったが、2012年に地元の郷土史家の研究で、当時の鉄道院技手の明石虎雄が設計したものにほぼ間違いないと判明した。
1929年（昭和4年）には東武鉄道が東武日光駅まで開通して国鉄と東武の競争が始まった。
1959年（昭和34年）9月22日には日光線の電化が完成し、デラックスな157系を使用した準急「日光」の運転を開始して東武鉄道に対抗したが、運賃・所要時間ともに東武鉄道の方が勝り、1982年（昭和57年）に上野から直通する列車が全廃となり、当駅に速達列車の発着は無くなった。2006年（平成18年）からJR東日本は東武鉄道と直通しての特急列車の日光地区乗り入れを再開し、以後は東武日光駅にJRからの直通特急列車も発着している状況にある。シーズン時に運転されるJR線首都圏各方面からの臨時特急列車も現在は全て栗橋駅から東武日光線に乗り入れた上で東武日光駅発着となっており、当駅に発着する定期列車は宇都宮駅との間を走る短距離普通列車のみであるが、秋などの修学旅行シーズンに運転される東京都・神奈川県・埼玉県などからの修学旅行列車は当駅に発着しており、現在当駅に発着する数少ない中距離運用列車となっている。

なお、2017年5月に運行開始した「TRAIN SUITE 四季島」の停車駅となるのに合わせて、2016年5月から2017年3月まで駅舎の改修工事を行い、2017年3月25日に完成した。

### 年表
- 1890年（明治23年）8月1日：日本鉄道により開業[1]。
- 1906年（明治39年）11月1日：日本鉄道の国有化により国有鉄道の駅となる[1]。
- 1909年（明治42年）10月12日：線路名称制定により日光線の駅となる。
- 1910年（明治43年）8月10日：駅前に日光電気軌道日光停車場前（後の東武日光軌道線日光駅前駅）が開業。
- 1912年（大正元年）8月：2代目駅舎の改築が完了。
- 1922年（大正11年）：イギリス皇太子来訪に合わせて貴賓室を改装。
- 1956年（昭和31年）11月20日：2番ホームの有効長を115メートルから135メートルに延伸し、ホーム高さを660ミリメートルから920ミリメートルにかさ上げ[7]。上屋を延長するとともに跨線橋を架け替え[7]。
- 1959年（昭和34年）9月22日：日光線電化完成。準急「日光」運転開始。
- 1968年（昭和43年）2月25日：東武日光軌道線日光駅前駅が廃止。
- 1982年（昭和57年）11月15日：急行「日光」の廃止により当駅発着の優等列車が全廃。
- 1984年（昭和59年）2月1日：貨物扱い廃止[1]。
- 1985年（昭和60年）3月14日：荷物扱い廃止[1]。
- 1987年（昭和62年）4月1日：国鉄の分割民営化により、東日本旅客鉄道の駅となる[1]。
- 1997年（平成9年）10月14日：関東の駅百選に選定[8]。選定理由は「明治時代の面影を残す白亜の木造建築の駅」[8]。
- 2008年（平成20年）3月15日：東京近郊区間拡大により、ICカード「Suica」の利用が可能となる[9]。同時に自動改札機設置。
- 2009年（平成21年）9月：開業120周年事業の一環として駅舎をレトロ調に改装。
- 2017年（平成29年）3月25日：駅舎がリニューアルされる[6]。
- 2022年（令和4年）2月26日：エレベーターの供用を開始[10][11]。

## 駅構造
相対式ホーム2面2線を有する地上駅。原則として駅舎側の1番線を使用し、跨線橋（エレベーター併設）で連絡する2番線は日中時間帯の一部の列車のみ使用する。構内の線路は駅北側の東武日光線を潜った先まで続いており、1番線ホームの有効長は非常に長い。今市側に留置線1本を有する。
かつては2番線ホームの反対側に3番線があったほか、構内に多数の側線・留置線を有していたが、既にほとんどが撤去され空き地となっている。
駅舎は1912年（大正元年）8月に落成した2代目のもので、洋風木造2階建て延べ床面積363平方メートル、幅55.51メートル、奥行き20.02メートルある。駅舎2階にはかつての一等車利用者用待合室「ホワイトルーム」があり、現在は駅ギャラリーとして一般公開している。駅舎右手にある屋根のついた広場は団体待合所であるが、現在はほとんど使われていない。1階には貴賓室もあるが普段は公開していない。貴賓室は広さ約40平方メートルで、シャンデリアと大理石製の暖炉が備えられている。
宇都宮統括センター管轄の直営駅（駅長配置）で、Suica対応自動改札機、みどりの窓口設置駅。また、管理駅として市内の文挟駅・下野大沢駅・今市駅を管理する。

### のりば
| 番線 | 路線    | 行先                   |
| ---- | ------- | ---------------------- |
| 1・2 | ■日光線 | 今市・鹿沼・宇都宮方面 |

（出典：JR東日本:駅構内図）
- 夜間滞泊は2本設定されている。

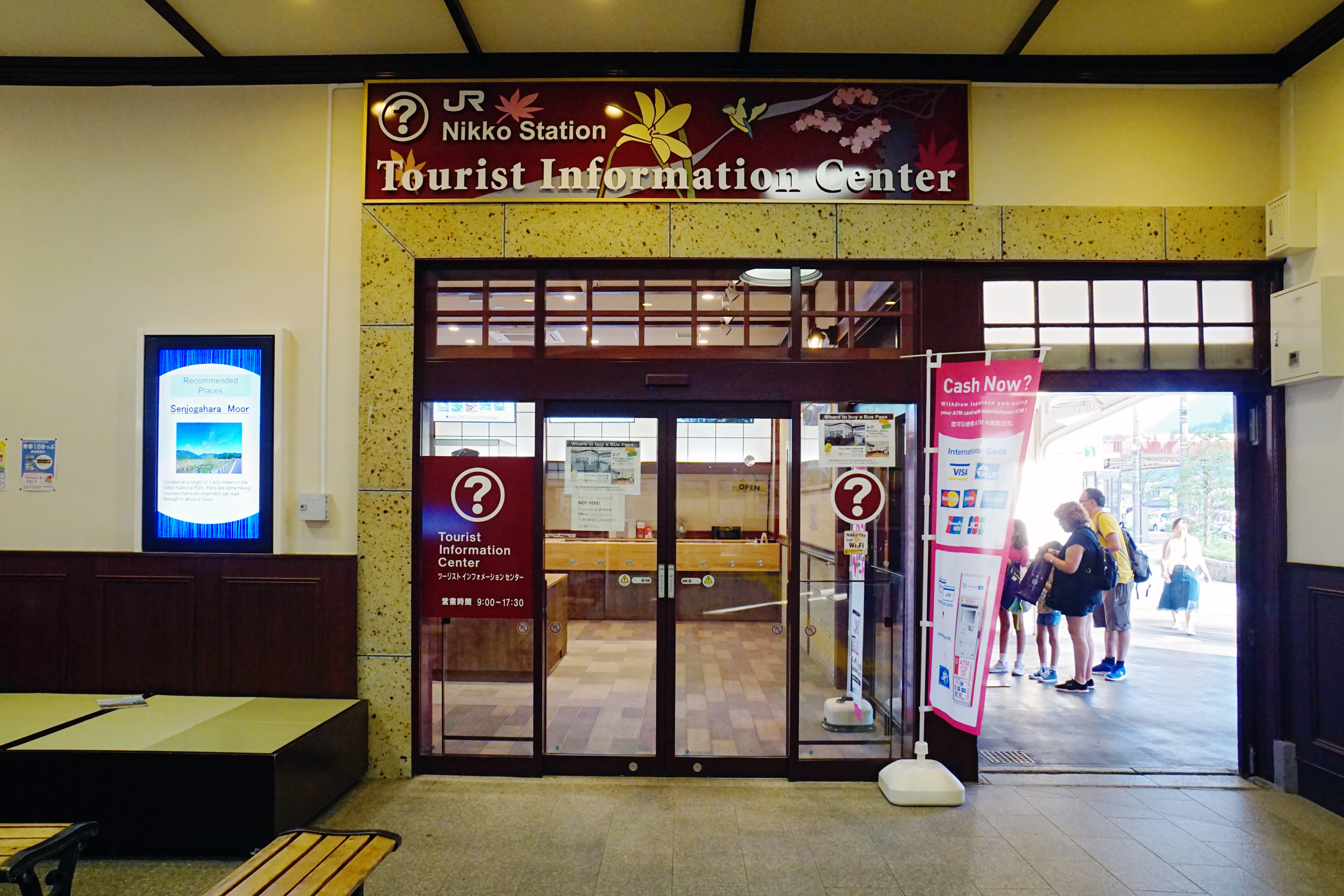
ツーリストインフォメーションセンター
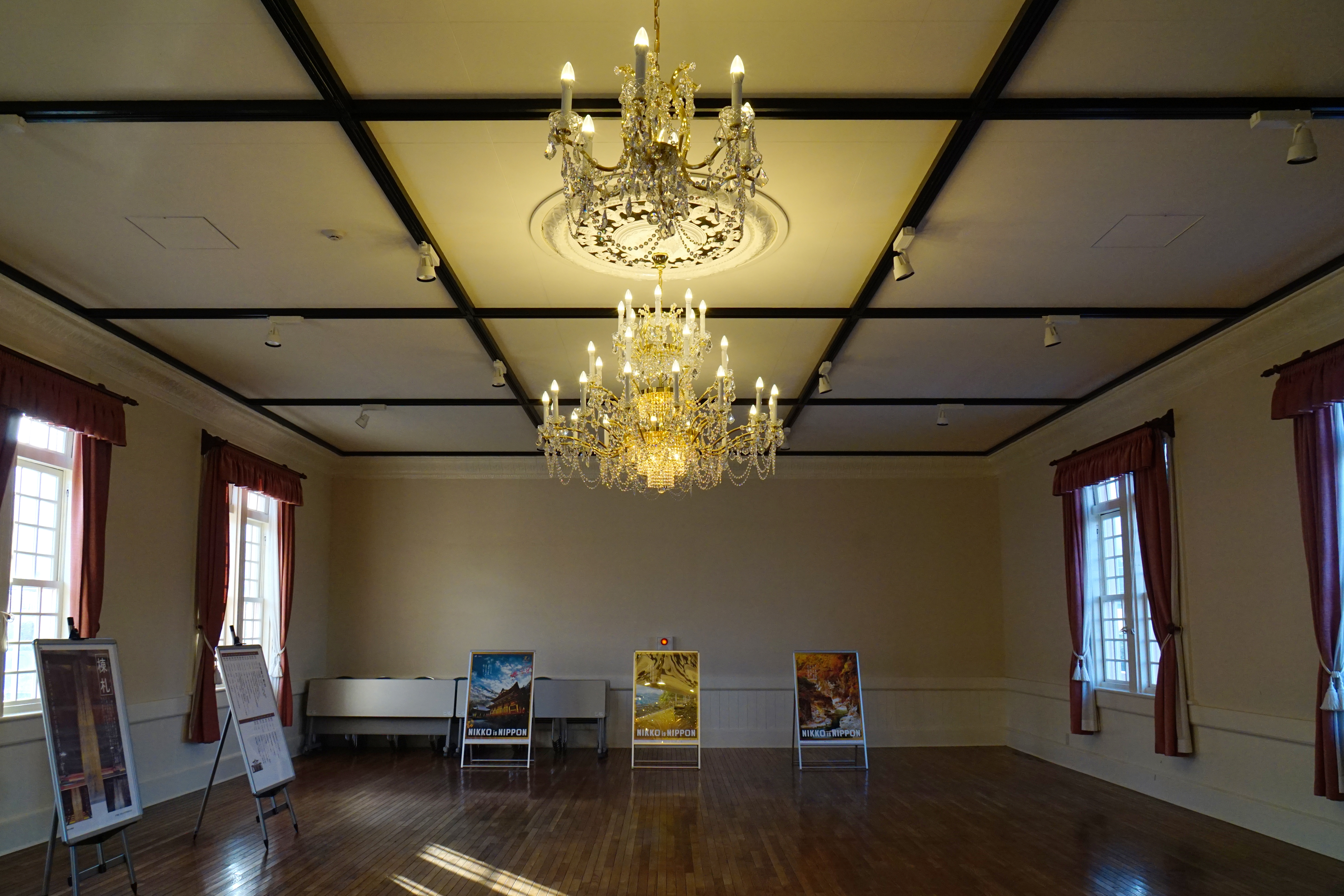
駅舎2階の旧一等車利用者用待合室
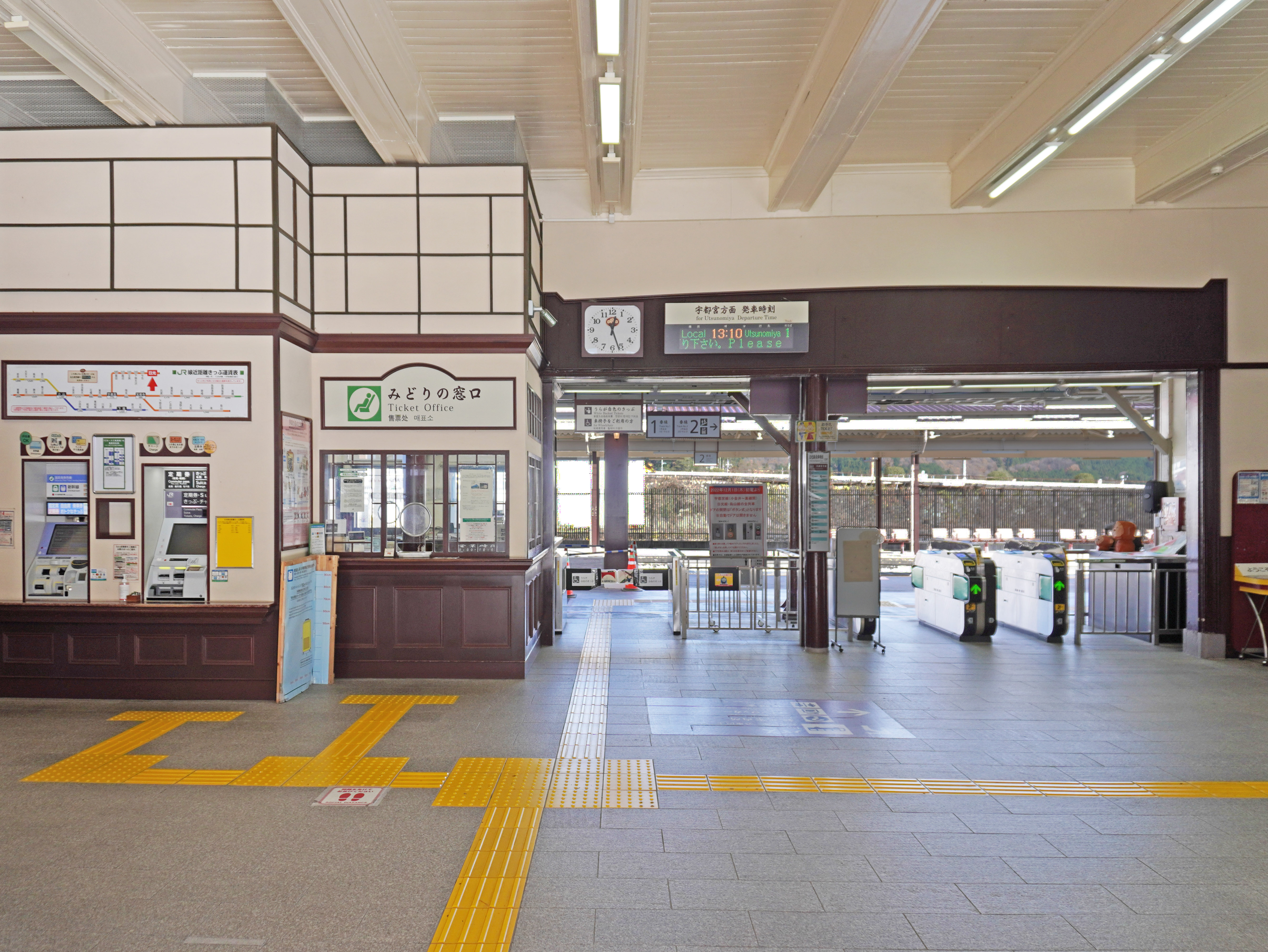
改札口と切符売り場
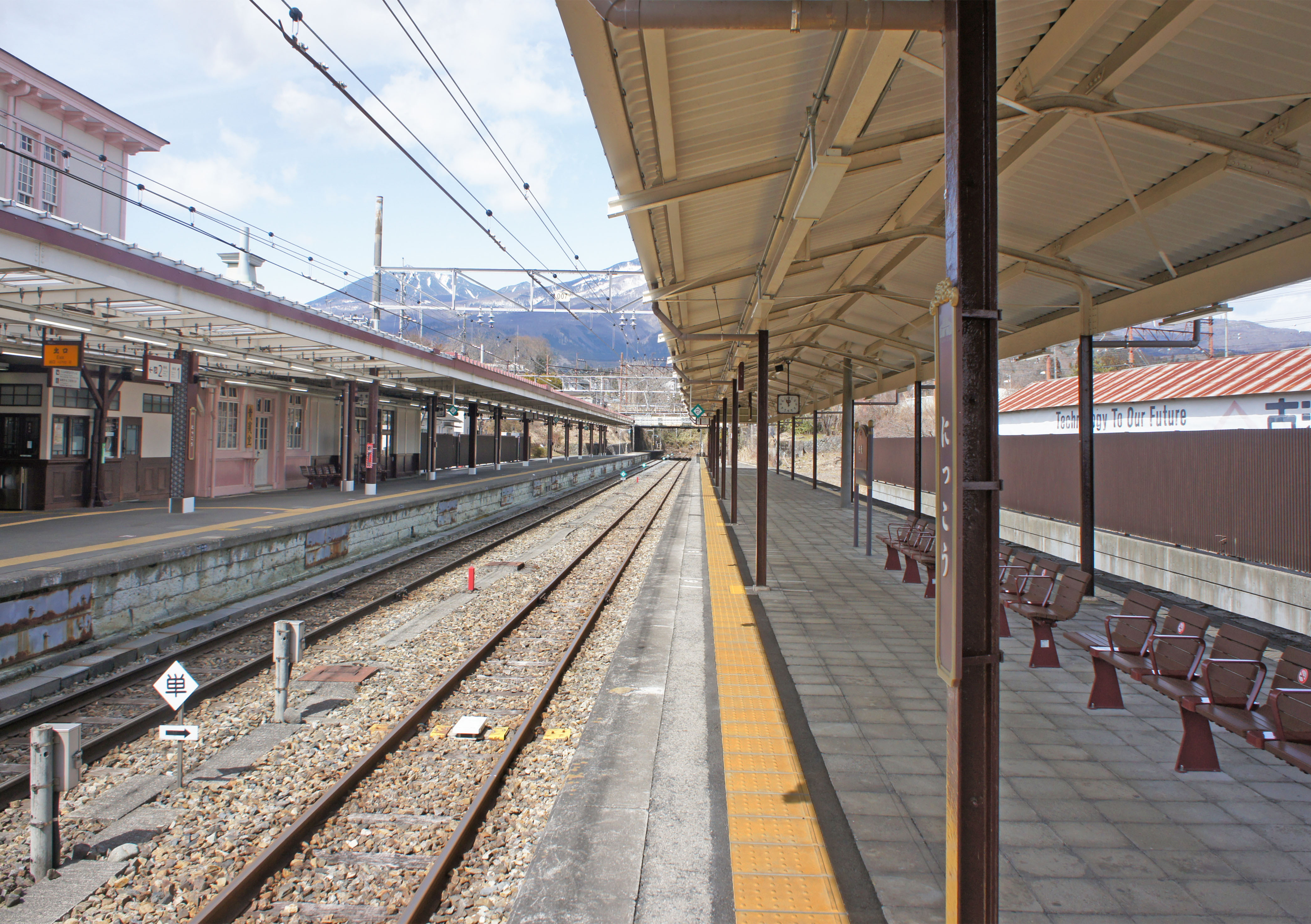
ホーム

リニューアル前
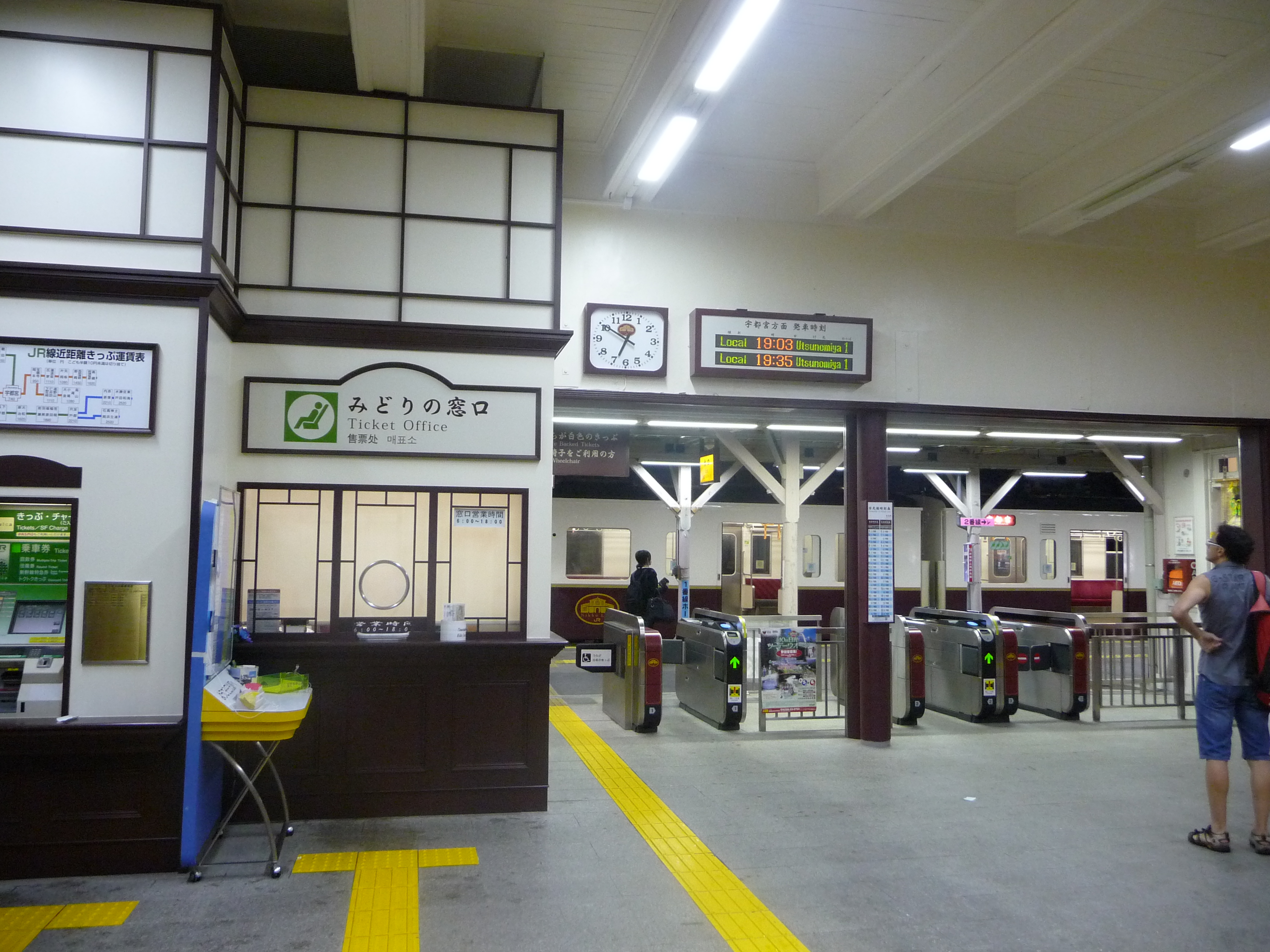
改札口（リニューアル前）
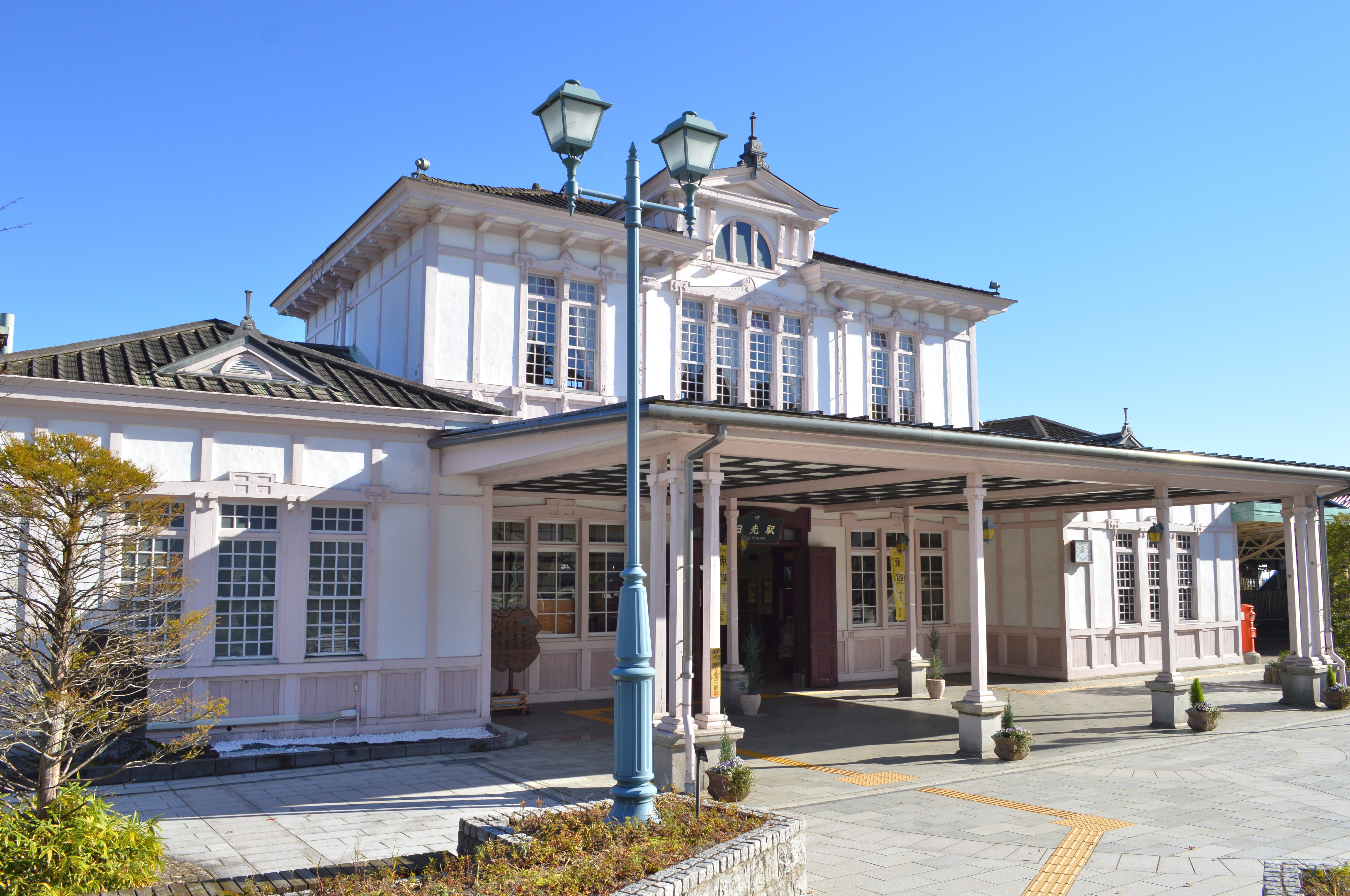
駅舎（リニューアル前）
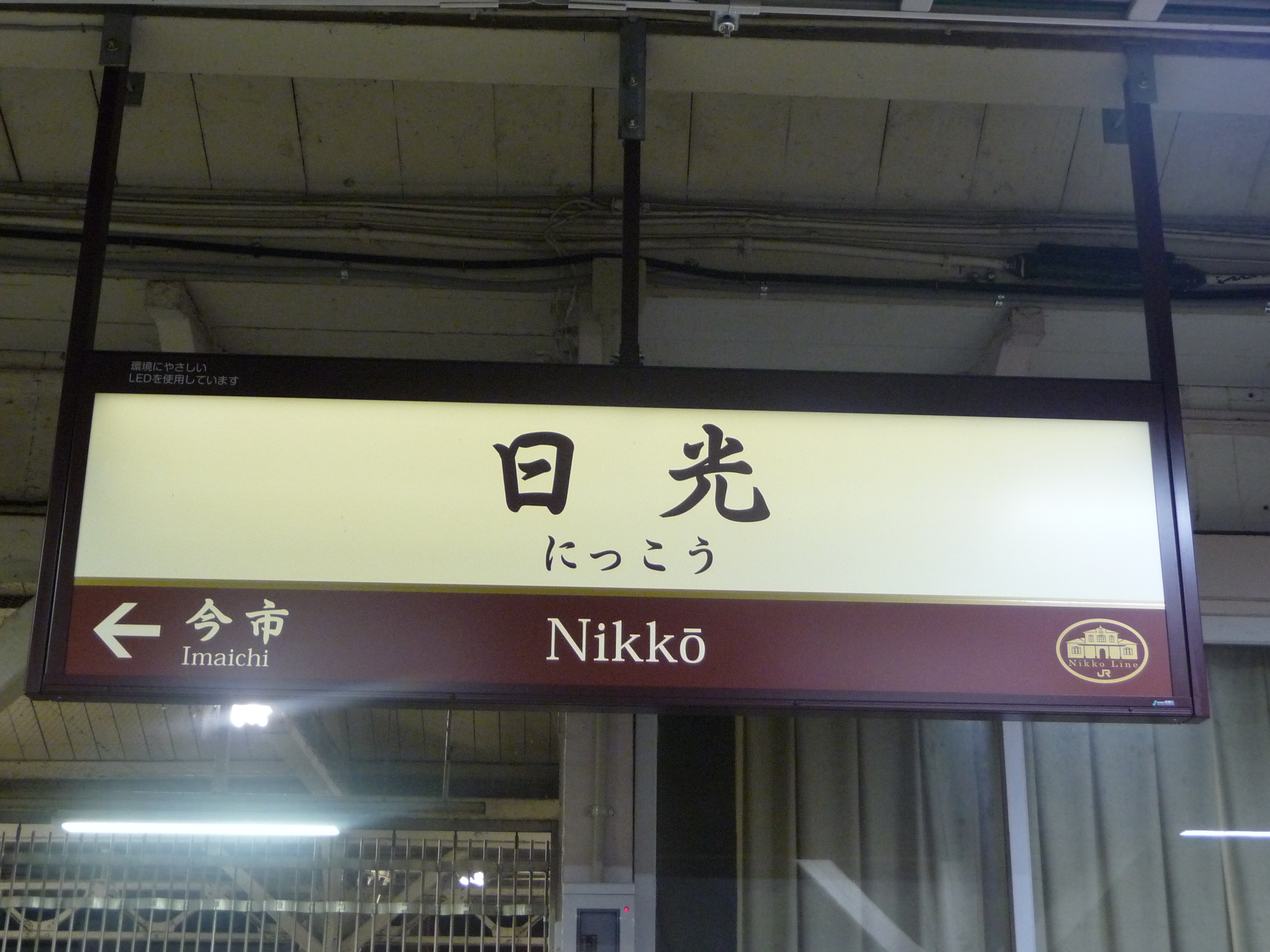
レトロ駅名標（リニューアル前）
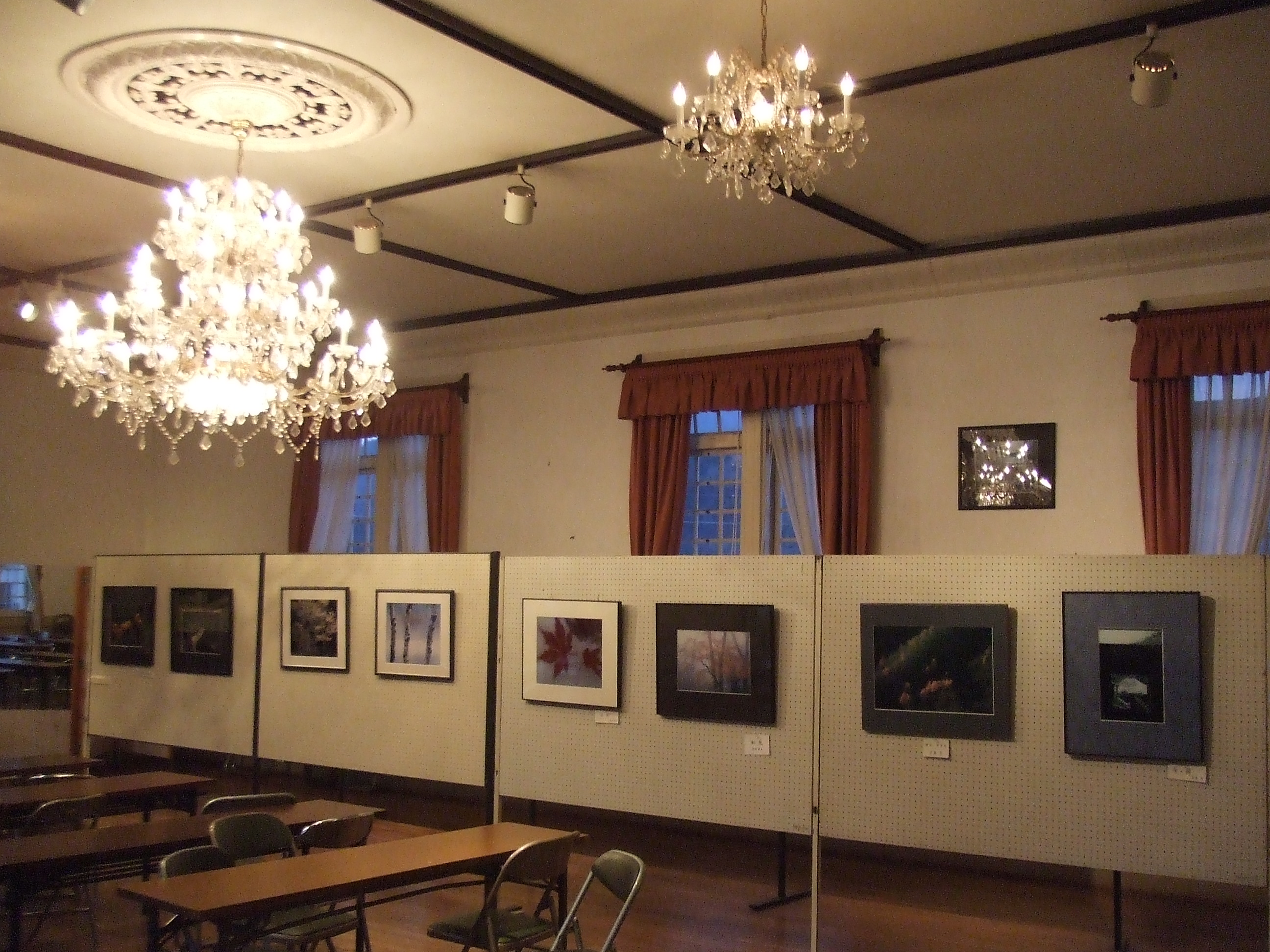
旧一等車利用者用待合室（リニューアル前）
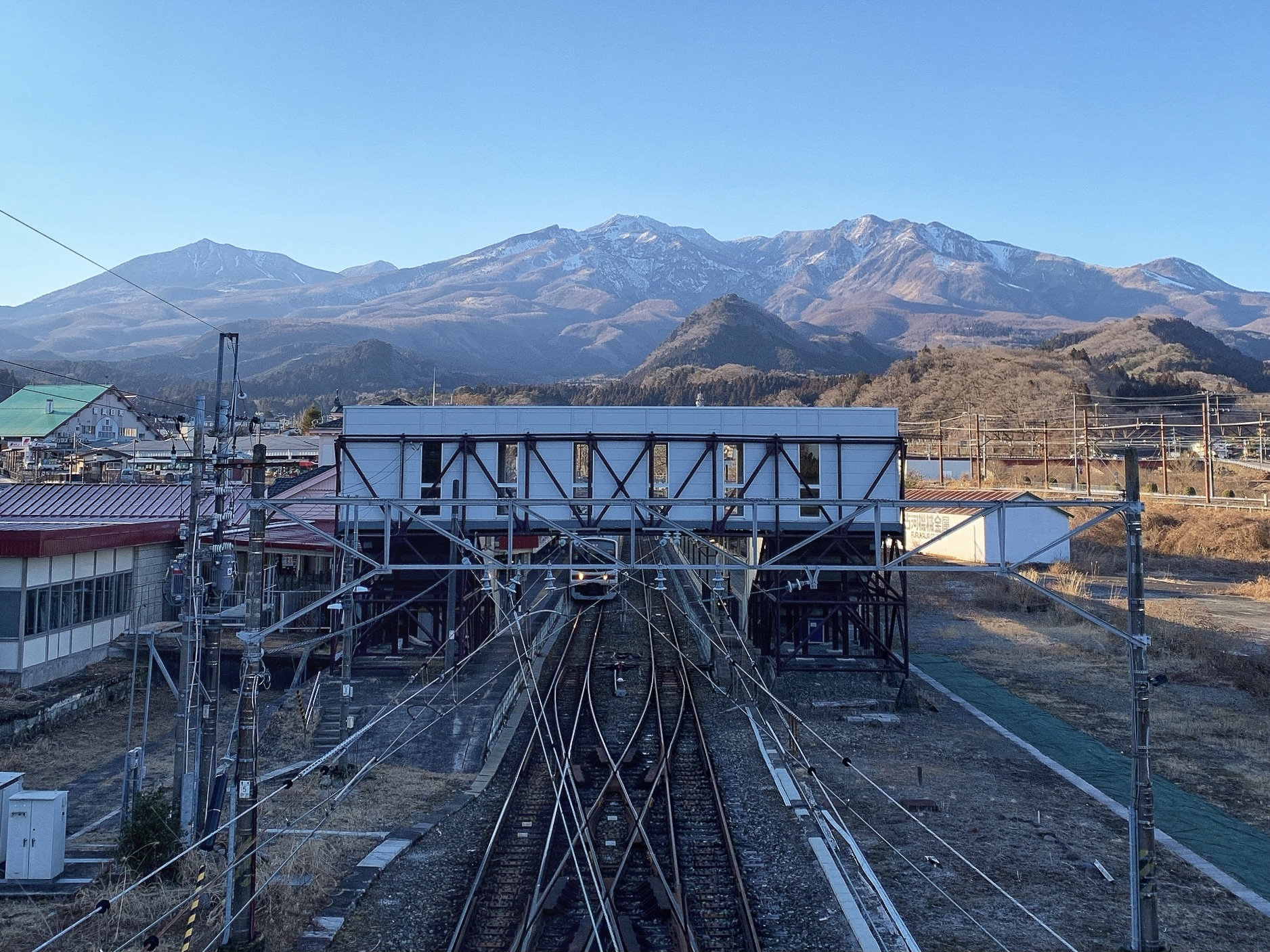
展望ポイントから（エレベーター設置前）

## 利用状況
JR東日本によると、2023年度（令和5年度）の1日平均乗車人員は976人である。
2000年度（平成12年度）以降の推移は以下のとおりである。
| 乗車人員推移       | 乗車人員推移     | 乗車人員推移    |
| 年度               | 1日平均 乗車人員 | 出典            |
| ------------------ | ---------------- | --------------- |
| 2000年（平成12年） | 1,154            | [ 利用客数 2 ]  |
| 2001年（平成13年） | 1,063            | [ 利用客数 3 ]  |
| 2002年（平成14年） | 1,048            | [ 利用客数 4 ]  |
| 2003年（平成15年） | 1,054            | [ 利用客数 5 ]  |
| 2004年（平成16年） | 1,013            | [ 利用客数 6 ]  |
| 2005年（平成17年） | 976              | [ 利用客数 7 ]  |
| 2006年（平成18年） | 966              | [ 利用客数 8 ]  |
| 2007年（平成19年） | 946              | [ 利用客数 9 ]  |
| 2008年（平成20年） | 962              | [ 利用客数 10 ] |
| 2009年（平成21年） | 876              | [ 利用客数 11 ] |
| 2010年（平成22年） | 896              | [ 利用客数 12 ] |
| 2011年（平成23年） | 815              | [ 利用客数 13 ] |
| 2012年（平成24年） | 851              | [ 利用客数 14 ] |
| 2013年（平成25年） | 872              | [ 利用客数 15 ] |
| 2014年（平成26年） | 929              | [ 利用客数 16 ] |
| 2015年（平成27年） | 1,050            | [ 利用客数 17 ] |
| 2016年（平成28年） | 1,024            | [ 利用客数 18 ] |
| 2017年（平成29年） | 1,098            | [ 利用客数 19 ] |
| 2018年（平成30年） | 1,102            | [ 利用客数 20 ] |
| 2019年（令和元年） | 1,046            | [ 利用客数 21 ] |
| 2020年（令和02年） | 475              | [ 利用客数 22 ] |
| 2021年（令和03年） | 588              | [ 利用客数 23 ] |
| 2022年（令和04年） | 798              | [ 利用客数 24 ] |
| 2023年（令和05年） | 976              | [ 利用客数 1 ]  |

## 駅周辺
- 東武日光線 東武日光駅 - 当駅から約200メートルと非常に近接している。なお、連絡運輸の設定はない。
- 国道119号
- 日光市役所 日光庁舎（本庁舎は旧今市市役所）
  - 日光行政センター、日光図書館、日光公民館
- 旧日光市庁舎本館
- 日光郵便局
- 日光駅前郵便局
- 日光市立東中学校
- 日光宇都宮道路 日光インターチェンジ

## バス路線
駅前
- 東武バス日光
  - 世界遺産めぐり循環バス（混雑時は、西参道折り返し運行）
  - 湯元温泉 行
  - 中禅寺温泉駅 行
  - 清滝 行
  - やしおの湯 行
  - 霧降高原 行（冬季は 霧降の滝 行）

- 日光市営バス（日光交通受託運行）
  - 下今市駅 行
  - 今市養護学校 行
  - 足尾銅山・双愛病院 行

国道119号上
- 関東自動車
  - JR宇都宮駅 行 / 日光東照宮行

## その他
関東の駅百選に選定されている。選定理由は「明治時代の面影を残す白亜の木造建築の駅」。
2025年6月10日に、日光杉を輪切りにした「並木杉円盤」が設置された。円盤の高さは1.5m、横1.8mで推定樹齢は360年。2022年4月に廃校となった日光市立小百小学校に残されていたもので無償譲渡を受けた。

## 隣の駅
東日本旅客鉄道（JR東日本）
■日光線
今市駅 - 日光駅

### 記事本文
1. 1 2 3 4 5 6  石野哲 編『停車場変遷大事典 国鉄・JR編 Ⅱ』（初版）JTB、1998年10月1日、469頁。ISBN 978-4-533-02980-6。
2. 1 2  『週刊JR全駅・全車両基地 No.05 上野駅 日光駅 下館駅ほか92駅』朝日新聞出版、2012年9月9日、12 - 13頁。
3. 1 2 3  “JR日光駅:駅舎の設計者が判明　追跡10年、郷土史家が近く発表”.   毎日jp (2012年12月14日). 2012年12月19日閲覧。
4. ↑  美の巨人たち『世界の駅シリーズ④　日光駅は誰が作ったのか？』(テレビ東京系列局。2015年3月14日初回放送)より
5. ↑  『日光駅をリニューアルします ～観光駅としての魅力をさらに向上させます～』（PDF）（プレスリリース）東日本旅客鉄道大宮支社、2016年4月21日。オリジナルの2020年5月30日時点におけるアーカイブ。2017年1月2日閲覧。
6. 1 2  “JR大宮支社 日光駅の改修が完成”. 交通新聞 (交通新聞社). (2017年4月3日)
7. 1 2  「観光都“日光駅”の貫禄整う」『交通新聞』交通協力会、1956年10月2日、2面。
8. 1 2  （監修）「鉄道の日」関東実行委員会『駅の旅物語 関東の駅百選』（初版）人文社、2000年10月14日、206 - 207・226頁頁。ISBN 4795912807。
9. ↑  『2008年3月 Suicaがますます便利になります』（PDF）（プレスリリース）東日本旅客鉄道、2007年12月21日。オリジナルの2016年3月4日時点におけるアーカイブ。2020年5月29日閲覧。
10. ↑  『日光駅 エレベーター使用開始日時のお知らせ』（PDF）（プレスリリース）東日本旅客鉄道大宮支社、2022年2月9日。オリジナルの2022年2月9日時点におけるアーカイブ。2022年2月9日閲覧。
11. ↑  『日光駅にエレベーターを整備します』（PDF）（プレスリリース）東日本旅客鉄道大宮支社、2020年12月23日。オリジナルの2020年12月23日時点におけるアーカイブ。2020年12月23日閲覧。
12. 1 2 3  ＪＲ日光駅、樹齢３６０年「並木杉円盤」お目見えy読売新聞オンライン（2025年7月5日、同日閲覧）読売新聞本紙では同日付 栃木版 29面

### 利用状況
1. 1 2  “各駅の乗車人員（2023年度）”.   東日本旅客鉄道. 2024年7月20日閲覧。
2. ↑  “各駅の乗車人員（2000年度）”.   東日本旅客鉄道. 2019年3月8日閲覧。
3. ↑  “各駅の乗車人員（2001年度）”.   東日本旅客鉄道. 2019年3月8日閲覧。
4. ↑  “各駅の乗車人員（2002年度）”.   東日本旅客鉄道. 2019年3月8日閲覧。
5. ↑  “各駅の乗車人員（2003年度）”.   東日本旅客鉄道. 2019年3月8日閲覧。
6. ↑  “各駅の乗車人員（2004年度）”.   東日本旅客鉄道. 2019年3月8日閲覧。
7. ↑  “各駅の乗車人員（2005年度）”.   東日本旅客鉄道. 2019年3月8日閲覧。
8. ↑  “各駅の乗車人員（2006年度）”.   東日本旅客鉄道. 2019年3月8日閲覧。
9. ↑  “各駅の乗車人員（2007年度）”.   東日本旅客鉄道. 2019年3月8日閲覧。
10. ↑  “各駅の乗車人員（2008年度）”.   東日本旅客鉄道. 2019年3月8日閲覧。
11. ↑  “各駅の乗車人員（2009年度）”.   東日本旅客鉄道. 2019年3月8日閲覧。
12. ↑  “各駅の乗車人員（2010年度）”.   東日本旅客鉄道. 2019年3月8日閲覧。
13. ↑  “各駅の乗車人員（2011年度）”.   東日本旅客鉄道. 2019年3月8日閲覧。
14. ↑  “各駅の乗車人員（2012年度）”.   東日本旅客鉄道. 2019年3月8日閲覧。
15. ↑  “各駅の乗車人員（2013年度）”.   東日本旅客鉄道. 2019年3月8日閲覧。
16. ↑  “各駅の乗車人員（2014年度）”.   東日本旅客鉄道. 2019年3月8日閲覧。
17. ↑  “各駅の乗車人員（2015年度）”.   東日本旅客鉄道. 2019年3月8日閲覧。
18. ↑  “各駅の乗車人員（2016年度）”.   東日本旅客鉄道. 2019年3月8日閲覧。
19. ↑  “各駅の乗車人員（2017年度）”.   東日本旅客鉄道. 2019年3月8日閲覧。
20. ↑  “各駅の乗車人員（2018年度）”.   東日本旅客鉄道. 2019年7月21日閲覧。
21. ↑  “各駅の乗車人員（2019年度）”.   東日本旅客鉄道. 2020年7月18日閲覧。
22. ↑  “各駅の乗車人員（2020年度）”.   東日本旅客鉄道. 2021年7月28日閲覧。
23. ↑  “各駅の乗車人員（2021年度）”.   東日本旅客鉄道. 2022年8月12日閲覧。
24. ↑  “各駅の乗車人員（2022年度）”.   東日本旅客鉄道. 2023年7月9日閲覧。